# Elsaß-Lothringische A 2
Die Dampflokomotiven der Reihe A 2 beschafften die Reichseisenbahnen in Elsaß-Lothringen 1871. 1906 wurden die Lokomotiven in die Gattung P 2 eingeordnet.

## Geschichte
Mit der Übernahme des Streckennetzes in Elsaß-Lothringen war der Erwerb von Lokomotiven und Wagen erforderlich, da die Franzosen alle Fahrzeuge abgezogen hatten. Ursprünglich waren die von Strousberg nach den „Strousberg-Normalien“ gebauten fünfzehn Lokomotiven für die Halle-Sorau-Gubener Eisenbahn vorgesehen. Dort kamen sie jedoch nicht mehr zum Einsatz, da die Reichseisenbahnen sie unmittelbar nach Auslieferung erwarben. Die Lokomotiven erhielten die Nummern 3 bis 17 und die Namen verschiedener deutscher Flüsse.
Waren die Lokomotiven zuerst im Schnellzugdienst eingesetzt, wanderten sie später in den normalen Personenzugdienst ab. Die Lokomotiven erreichten Geschwindigkeiten von 85 bis 90 km/h und verfügten dabei über einen verhältnismäßig ruhigen Lauf. 1907 waren noch dreizehn Lokomotiven in Betrieb, die aber auch bis 1912 ausgemustert wurden.

## Konstruktive Merkmale
Die Lokomotiven verfügten über einen Innenrahmen. Der Kessel verfügte über einen schwach überhöhten Stehkessel der Bauart Belpaire. Der Aschkasten reichte weit unter die Kuppelachsen. Die Reichseisenbahnen betrieben den Kessel mit einem Überdruck von 8,5 bar statt der möglichen 10 bar. Der Dampfdom befand sich auf dem hinteren Kesselschuss. Vor diesem befand sich der Sanddom. Gesandet wurde der erste Kuppelradsatz.
Das Zweizylinder-Nassdampftriebwerk war außenliegend waagerecht angeordnet. Die Allan-Steuerung lag innen. Der Antrieb erfolgte auf die vordere Kuppelachse.
Die Abfederung erfolgte mittels Blattfederpaketen unterhalb der Achslager. Die zwischen den Treibachsen befindlichen Ausgleichshebel wurden später entfernt, um die Feuerbüchse vergrößern zu können.
Die Lokomotiven verfügten über eine Spindelbremse auf dem Tender, später wurde noch eine Druckluftbremse eingebaut.
Die Lokomotiven waren mit einem zweiachsigen Tender mit 8,3 m³ Wasser gekuppelt.